# 魔法少女まどか☆マギカ オンライン
『魔法少女まどか☆マギカ オンライン』（まほうしょうじょまどかマギカ オンライン）は、株式会社ストラテジーアンドパートナーズが運営する『魔法少女まどか☆マギカ』のオンラインゲーム（ブラウザゲーム）。基本無料（アイテム課金制）。主人公は原作の鹿目まどかではなくプレイヤーが作成するオリジナルキャラクターとなっている。

## 概要
株式会社ストラテジーアンドパートナーズが運営するオンラインゲームポータル「GG」、ニコニコアプリ、Yahoo!モバゲーのサービスにてプレイが可能である。「GG」と、ニコニコアプリは共通のサーバーでプレイを行うがYahoo!モバゲーのみ別のサーバーでのプレイとなっている。
- 企画・開発・運営 - CONTERIDE（株式会社ストラテジーアンドパートナーズ、グッドスマイルカンパニー、デジターボの共同設立ブランド）
- 協力・監修 - Magica Quartet、アニプレックス、グッドスマイルカンパニー

## 沿革
2012年7月4日
開発告知。
2012年7月10日
公式サイトオープン。
2012年8月27日
ニコニコアプリでプレサービスを開始。
2012年9月4日
正式サービス開始。
2013年1月22日
Yahoo!モバゲーでサービスを開始。
2015年3月26日
サービス終了を発表。
2015年5月28日
16:00にサービス終了。約3年の歴史に幕を閉じる。

## ゲームシステム
舞台は魔女が作り出したすごろく状のマップであり、止まった場所によってアイテム取得やダメージなどの様々なイベントが用意されている。マップごとにクリア条件が決められており、オートバトルであるボスキャラクターとの戦闘をクリアすれば、経験値やアイテムなどの報酬が得られる。
マップ攻略にはそれぞれのMAPごとに定められたAP（アクションポイント）の消費が必要である。APの最大値は50ポイントで、補充は5分に1ポイントずつの自然回復、LVアップ、課金アイテムの方法がある。また、マップでのイベントなどで入手したチケットを用い、キュゥべえBOXを開けて武器、服、スキル、アクセサリー等のアイテムカードを入手することができる。入手したカードを各キャラクターに装備することで攻撃、防御、HPなどを強化可能で、このうち武器とスキルカードは「合成」によってカードそのものを強化できる。
ソロモード、マルチプレイができ、パーティーは6人まで編成できる。